# Přibyslav (jméno)
Přibyslav je mužské křestní jméno, znamená „Ten, komu mohutní sláva“. Svátek (jmeniny) má v České republice 27. ledna, v kalendáři byl uváděn v letech 1954–1977, nyní je upřednostňována pro vyšší četnost Ingrid. Domácí podoby tohoto jména jsou Přibík, Přibišek, Sláva, Přiba.
Četnější ženská podoba tohoto jména je Přibyslava. Toto jméno má v Česku šestnáct žen.